# Трусина (Берковичи)
Трусина (серб. Трусина / Trusina) — село в общине Берковичи Республики Сербской Боснии и Герцеговины. Население составляет 71 человек по переписи 2013 года.

## География
Село находится на возвышенности высотой около 1 км. Через ущелье протекает река Кошута. Село делится на районы Драган, Пичевичи, Рпуари и Кошута. В селе всего 26 домов. Часть села располагается на плодородной земле, часть — на возвышенности, непригодной для ведения сельского хозяйства.

## История
Село получило своё имя в чести сербского слова «трусити», означающего выпадение первого снега. На месте села ранее была крепость, которую воевода Герцег защищал от турок. Здесь есть несколько древних кладбищ.

## Население
По данным первых переписей, в селе проживали семьи Рупаров, Раданов, Маднов, Куличей, Миливоевичей, Вукойе, Самарджичей и Граховацев.

## Известные уроженцы
- Продан Рупар[серб.], вождь восстания в Герцеговине в 1874—1875 годах
- Йован Рупар, югославский партизан, который в июне 1941 года в боях смертельно ранил главного коменданта усташских концлагерей, Мийо Бабича-Джованича